# A Good Old Fashioned Orgy
A Good Old Fashioned Orgy (Englisch für: Eine gute altmodische Orgie; Verweistitel: Wilde Zeiten – Alte Freunde neu gemischt!) ist eine US-amerikanische Filmkomödie der Regisseure Alex Gregory und Peter Huyck aus dem Jahr 2009. Weltpremiere hatte A Good Old Fashioned Orgy 2011 beim Tribeca Film Festival in New York City.

## Handlung
Eric stammt aus einer wohlhabenden Familie. Er selbst befindet sich in den 30ern und weigert sich beharrlich, erwachsen zu werden. Er ist nicht verheiratet und nutzt das Ferienhaus seines Vaters in den Hamptons für wilde und infantile Partys. Immer mit dabei ist seine Clique, bestehend aus Sue, Adam, Mike, Laura, Kate, Glenn, Doug und dessen Freundin Willow, Alison (und deren Freund Marcus). Als Erics Vater ihm mitteilt, dass er das Haus verkaufen will, fällt er aus allen Wolken. Nachdem er den ersten Schock überwunden hat, beschließt er eine letzte große Party zu feiern. Da sie sich nach dieser Party wohl nicht wiedersehen werden, schlägt er vor, dass die befreundeten Männer und Frauen eine Orgie feiern werden.
Nach und nach willigen alle ein. Alison erst nachdem sie sich von ihrem Freund getrennt hat und Sue, weil sie in Eric heimlich verliebt ist. Das Paar Glenn und Kate, das kurz vor seiner Hochzeit steht, ist beleidigt, weil es nicht eingeladen wurde.
Eric und Mike sind die Organisatoren der Orgie und treffen in einem Sexclub Mikes Onkel Vic, der ihnen Tipps gibt. Kurz vor dem Beginn der Orgie droht alles zu platzen, weil Eric glaubt, sich in die Hauskäuferin Kelly verliebt zu haben.
Als er sie mit einem anderen sieht, kehrt er wildentschlossen zur Party um. Nach viel Alkoholkonsum beginnt die Orgie, allerdings mit unterschiedlichem Erfolg. Einige Eskapaden scheitern an der Ungeschicklichkeit der Teilnehmer. Am nächsten Morgen sitzen die Teilnehmer verkatert zusammen und Adam und Laura glauben, sich gefunden zu haben. Sues Gefühle für Eric sind abgekühlt.
Da sich der Hauskauf verzögert, plant Eric eine weitere Party.

## Hintergrund
A Good Old Fashioned Orgy spielte weltweit lediglich 1.378.947 US-Dollar ein und ist daher als Flop zu bewerten.
Die Regisseure Gregory und Huyck haben Cameoauftritte im Film.
Der Film wurde im Mai 2008 in Wilmington, North Carolina innerhalb von 30 Tagen gedreht. Wilmington wurde ausgewählt, weil es landschaftlich und städtebaulich den Hamptons bei New York City ähnelt.

## Kritiken
A Good Old Fashioned Orgy hat eher schlechte Kritiken erhalten und hält auf Rotten Tomatoes eine Rate von 32 %.